# Дмитриев, Владимир Александрович
Влади́мир Алекса́ндрович Дми́триев (род. 25 августа 1953, Москва) — российский банкир и финансист, председатель «Внешэкономбанка» (2004—2016).

## Биография
Родился 25 августа 1953 года в Москве. В 1975 году окончил Московский финансовый институт по специальности «Международные экономические отношения».
С 1975 по 1979 год работал инженером в Государственном комитете по внешним экономическим связям. С 1979 по 1993 год работал в Министерстве иностранных дел СССР, затем в Министерстве иностранных дел России. Был третьим, затем вторым и первым секретарём посольства СССР, впоследствии РФ в Швеции.
С 1993 года работал в Министерстве финансов России. В 1995—1997 года — заместитель начальника департамента иностранных кредитов и внешнего долга.
В 1997—2002 годах — первый заместитель председателя «Внешэкономбанка» и член совета директоров. В 2002—2004 годах занимал должность заместителя президента — председателя правления «Внешторгбанка».
В 2004—2016 годах — председатель «Внешэкономбанка».
В 2009—2016 годах — председатель Координационного комитета по экономическому сотрудничеству со странами Африки к югу от Сахары (АфроКом).
В 2010—2016 годах — член попечительского совета Фонда «Сколково».
С июня 2011 года по июль 2015 года — председатель совета директоров «Объединённой авиастроительной корпорации».
В 2013—2017 годах — декан факультета «Международные экономические отношения» Финансового университета при Правительстве России.
В 2016—2021 годах — вице-президент Торгово-промышленной палаты России.
В 2017—2020 годах — президент Европейской Федерации Тенниса (Tennis Europe)
С 18 мая 2021 года — Заведующий базовой кафедрой "Государственно-частное партнерство" Факультета "Высшая школа управления" Финансового университета при Правительстве РФ.
Является Председателем Российско-Бахрейнского Делового Совета, Российско-Шведского Делового Совета, Сопредседателем с российской стороны Российско-Итальянского Форума-Диалога гражданских обществ.
Доктор экономических наук. Член-корреспондент Российской академии естественных наук. Почётный член Императорского Православного Палестинского Общества.

## Санкции
8 мая 2022 года, на фоне вторжения России на Украину, Дмитриев внесён в санкционный список США как лицо связанное с Газпромбанком. 29 сентября попал в санкционный список Канады «приближенных российского режима за соучастие в решении президента Путина вторгнуться в мирную и суверенную страну». По аналогичным основаниям находится под санкциями Украины и Великобритании.

## Личная жизнь
Дети: сыновья: Павел, Степан, Алексей; дочери: Евгения и Александра. Внуки: Владимир, Ксения, Анна и Андрей, Даниил.
Увлекается спортом: теннисом, футболом, лыжами.

## Награды
- Орден «За заслуги перед Отечеством» IV степени (5 августа 2008) — за большой вклад в развитие финансово-банковской системы Российской Федерации и многолетнюю добросовестную работу[9]
- Орден Александра Невского (4 апреля 2012) — за достигнутые трудовые успехи и многолетнюю добросовестную работу[10]
- Орден Почёта (9 сентября 2003) — за достигнутые трудовые успехи и многолетнюю добросовестную работу[11]
- Орден преподобного Сергия Радонежского II степени
- Орден Дружбы (1 сентября 2014) — за большой вклад в реализацию совместных с Российской Федерацией крупных экономических проектов и привлечение инвестиционных средств в экономику Российской Федерации
- Медаль ордена «За заслуги перед Отечеством» II степени (3 декабря 1999) — за большой вклад в развитие финансово-банковской системы Российской Федерации[12]
- Великий офицер ордена «За заслуги перед Итальянской Республикой» (22 ноября 2010, Италия)[13]
- Почетное звание "Заслуженный экономист Российской Федерации" (20 марта 2020) — за вклад в совершенствование финансовой системы Российской Федерации, формирование и развитие её отдельных институтов
- Почётная грамота Правительства Российской Федерации (31 августа 2013) — за заслуги в финансово-экономической деятельности и многолетний добросовестный труд[14]
- Почетный нагрудный знак Ассоциации российских банков — «За заслуги перед банковским сообществом»
- Почетный нагрудный знак «Отличник Внешэкономбанка»